# 星球震動者樂團
星球震動者是一個始於年度盛會的青年運動，進而發展成為一個在澳洲墨爾本的事工和教會。
星球震動者是一個當代基督教音樂的樂團，主要以搖滾、流行音樂、電音為曲風。

## 音樂

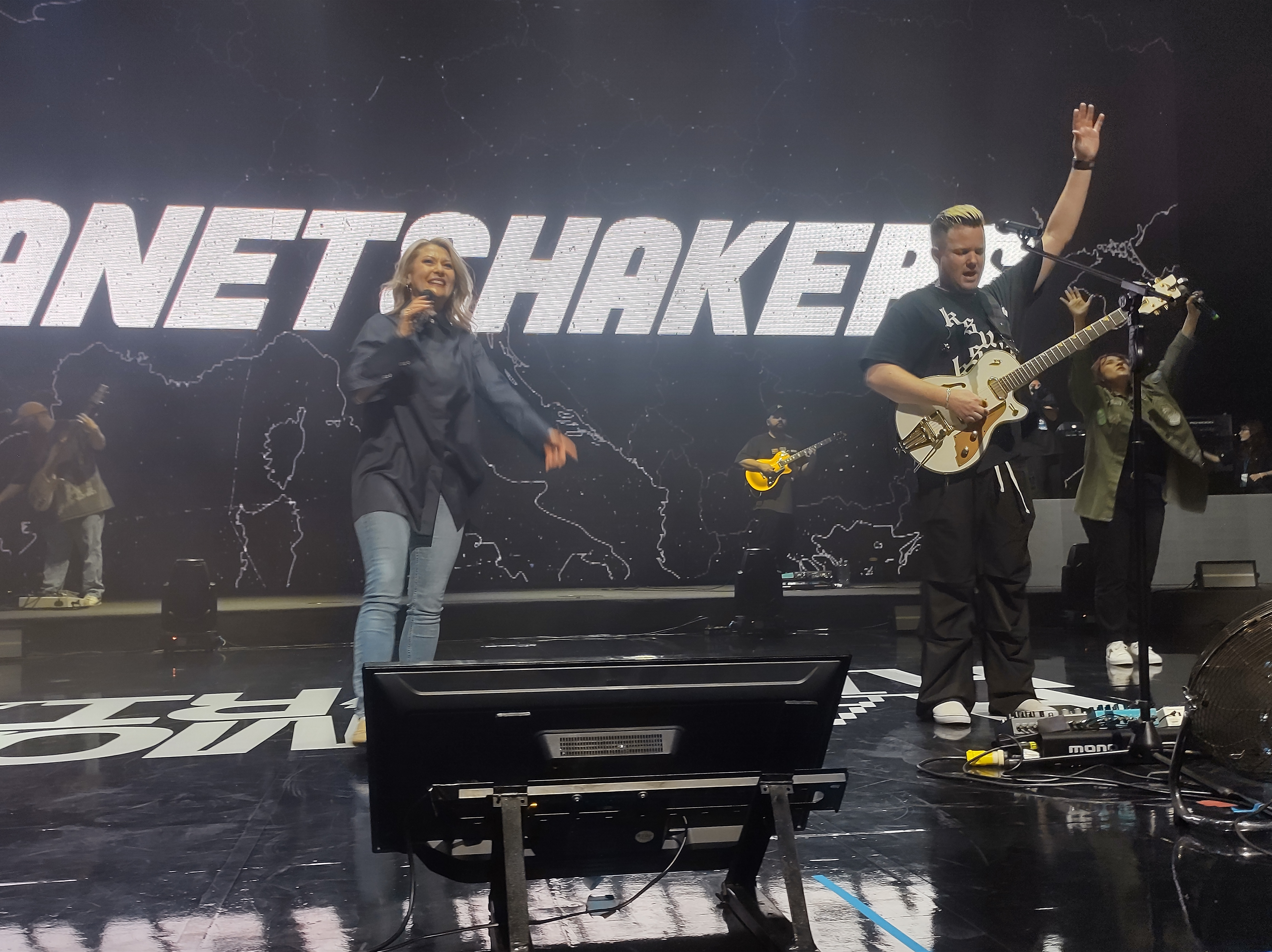

星球震動者樂團是一個澳洲的搖滾及敬拜樂團，也是Planetshakers的一項事工項目。他們的音樂採主流搖滾及流行樂混和而出現代敬拜讚美風格。
星球震動者樂團是Planetshakers的一項中心項目。2003年澳洲偶像的得獎人賽巴斯提安‧蓋伊亦曾有幾年是星球震動者樂團的成員，曾在2002年級2003年的專輯和演唱會中擔任主領及和聲歌手的職位。樂團其中許多樂手都是出身於Youth Alive South Australia（南澳州青年興盛會），也曾發行過唱片。有些Youth Alive專輯裡的歌是由現任樂團成員所作，例如 'Phenomena' 以及 'God of Miracles' (從 Youth Alive Western Australia) 也曾參與在Planetshakers的早期專輯當中。
2004年，他們的唱片 Open Up The Gates （中譯「打開眾城門」）被 金鴿獎 提名為 年度敬拜與讚美專輯。
Planetshakers在2008年的演唱會上宣布他們將開始於"Planetshakers Revolution"（一個線上的分類音樂、資源系統，鞏固與發展他們曾經所發表過不同的作品的平臺）透過訂閱來發佈他們的單曲。"Revolution" 在2010年6月發佈中斷，而Planetshakers通知平臺上的用戶說他們計劃轉移到另一個媒體平臺來訂閱他們的資源。

### 專輯列表
以下中文譯名有*者表示非正式譯名。

| - When the Planet Rocked（*當地球震動） (2000) 演唱會現場錄音。 - So Amazing（*何等奇妙） (2001) 演唱會現場錄音。 - Phenomena（*現象） (2001) 匯集。（世界發行版本是現場錄音） - Reflector（返照） (2002) 演唱會現場錄音。 - Open Up The Gates（打開眾城門） (2002) 錄音室錄音。 - My King（*我王） (2003) 演唱會現場錄音。 - Rain Down（*降下你恩雨） (2003) 錄音室錄音。 - All That I Want（*我一切所求） (2004) 演唱會現場錄音。 - Always and Forever（*永在永遠） (2004) 錄音室錄音。 - Evermore（永遠） (2005) 演唱會現場錄音。 - Decade: Lift Up Your Eyes（*十年：舉目仰望） (2005) 10週年特別匯集。 - Arise（*興起） (2006) 錄音室錄音。 - Pick It Up（*背起十架） (2006) 10週年演唱會上現場錄音。 - Praise Him（*讚美祂） (2006) 25首讚美巨作匯集。 - Worship Him（*敬拜祂） (2006) 25首敬拜巨作匯集。 - Never Stop（*永不止息） (2007) 錄音室錄音。 - Saviour of the World（*世界的救主） (2007) 演唱會現場錄音。 - Free（*自由） (2008) 於Planetshakers City Church錄音。 | - All for Love（*只為愛） (2008) 演唱會現場錄音。 - Beautiful Saviour（榮美的救主） (2008) 於Planetshakers City Church錄音。 - Deeper（*更深渴慕） (2009) 於Planetshakers City Church錄音。 - One（*唯一） (2009) 演唱會現場錄音。 - Even Greater（*甚強大） (2010) 於Planetshakers City Church錄音。 - Nothing Is Impossible（凡事都有可能） (2011) 錄音室專輯，DVD於Planetshakers 2010年演唱會上現場錄影。 - Heal Our Land（醫治這地） (2012) 於2011年Planetshakers演唱會上錄音。 - Nothing Is Impossible : The Planetshakers Collection（*凡事都有可能：Planetshakers匯集） (2012) Planetshakers熱門曲目匯集[限量版] - Limitless（愛無限） (2013) 於Planetshakers 2012年演唱會上現場錄音。 - Nothing Is Impossible : Planetshakers Kids Album（*凡事都有可能：Planetshakers兒童專輯） (2013) - Endless Praise（*無盡的讚美） (2014) 於Planetshakers 2013年演唱會錄音。 - This Is Our Time（就是現在）(2014) 於Planetshakers 2014年Awakening演唱會錄音。 - Let's Go（我們走吧）(2015) 於Planetshakers 2015年Awakening演唱會錄音。 - Overflow（*湧流）(2016)於Planetshakers 2016年Awakening演唱會錄音。 - Legacy (*遺產) (2017)於Planetshakers 2017年Awakening演唱會錄音。 - Heaven On Earth (*天上人間) (2018)於Planetshakers 2018年Awakening演唱會錄音。 - Rain (*雨) (2019)於Planetshakers 2019年Awakening演唱會錄音。 - It's Christmas (*今天是聖誕節) (2019) 錄音室錄音。 - Glory (*榮耀) (2020) - Over It All (*超越一切) (2020)錄音室錄音。 - It's Christmas Live (*今天是聖誕節現場版) (2020) 於Planetshakers 2020年Awakening演唱會錄音。 - Revival (*復興) (2021)於Planetshakers 2021年Awakening演唱會錄音。 - Greater (*更大) (2022) - Show Me Your Glory (*向我展示你的榮耀) (2023) - Winning Team (*獲勝團隊) (2024) |

## 教會據點
- ：
  - 墨爾本市教會。位於維多利亞州墨爾本市
  - 墨爾本東南教會。位於維多利亞州Pakenham
  - 墨爾本東北教會。位於維多利亞州Lower Plenty
  - 墨爾本北教會。位於維多利亞州South Morang
  - 墨爾本吉朗教會。位於維多利亞州吉朗
- 南非：
  - 開普敦教會。位於西開普省開普敦市
- 美国：
  - 奧斯丁教會。位於德克薩斯州奧斯丁市
- 瑞士：
  - 日內瓦教會。位於日內瓦州日內瓦市
- 新加坡：
  - 新加坡教會。

## 2014年Night of Fire亞洲巡迴演唱會[7]
- 泰國
  - 2014年8月6日，於泰國清邁舉辦。
  - 2014年8月7日，於泰國普吉舉辦。
  - 2014年8月9日，於泰國曼谷舉辦。
- 马来西亚
  - 2014年8月8日，於馬來西亞霹靂金寶拉曼學院舉辦。
  - 2014年8月10日，於馬來西亞吉隆坡舉辦。
  - 2014年8月12日，於馬來西亞美里舉辦。
- 中華民國（臺灣）
  - 2014年8月15、16日，與FIGHT.K於高雄市雄中體育館舉辦"Night of Fire"（烈火之夜）演唱會。[8][9][10][11]
  - 2024年2月25日，於FIGHT.K舉辦Asia & Middle East Tour演唱會。

## 2018年
- 菲律賓
  - 2018年8月14日：南達沃省迪勾斯市（英语：Digos City）
- - 首爾
- 中華民國（臺灣）
  - 2018年8月18、19日，於高雄FIGHT.K教會覓蜜基地園區舉辦敬拜讚美特會。[12][13]
- 泰國
  - 曼谷
- 马来西亚

## 外部連結
- Planetshakers官方網站 （页面存档备份，存于）
- Planetshakers （页面存档备份，存于）的官方Facebook粉絲專頁
- Planetshakers （页面存档备份，存于）的Instagram
- Planetshakers Church （页面存档备份，存于）的Instagram
- PlanetshakersCC （页面存档备份，存于）的Twitter
- planetshakerstv （页面存档备份，存于）的Youtube頻道